# Bhadrabahu
Bhadrabahu (c 433 - 357 a.C.) foi o último Xerute Quevali (também conhecido por “ouvir dizer”, o que o termo significa indiretamente) no jainismo. Ele era um Acharia Digambara e o professor espiritual de Chandragupta Máuria.
Havia cinco Shruta Kevalis no jainismo -. Govardana Maamuni, Víxenu, Nandimitra, Aparajita e Badrabau 